# Raphia piazzi
Raphia piazzi là một loài bướm đêm trong họ Noctuidae.